# Grupo Niche
Grupo Niche is een Colombiaanse salsagroep, die in 1978 werd opgericht in Bogotá. De groep, die tegenwoordig is gevestigd in Cali, geniet veel populariteit in Latijns-Amerika.

## Geschiedenis
Grupo Niche werd opgericht door Jairo Varela en Alexis Lozano. Varela bleef bij de groep als producent, zanger, liedschrijver en güirospeler. De trombonist Lozano verliet later de band om Orquesta Guayacan op te richten. Grupo Niche bestond verder uit Nicolas Cristanelo (piano), Francisco Garcia (basgitaar), Luis Pacheco (conga), en de zangers Jorge Bassam en Hector Viveros.
Het debuutalbum Al Pasito, dat werd uitgebracht in 1980, was weinig succesvol. Een jaar later brak de groep door met hun tweede album, Querer Es Poder, en de bijbehorende single "Buenaventura y Caney".
In 1982 verhuisde Grupo Niche naar Cali. Na twee albums opgenomen te hebben, bracht de groep in 1984 No Hay Quinto Malo uit, waar de succesvolle single "Cali Pachanguero" op staat.
In 1986 voegde de Puerto Ricaanse zanger Tito Gomez zich bij de groep. Hij werkte eerder met de salsagroep La Sonora Ponceña en de jazzartiest Ray Barretto. Grupo Niche bracht vervolgens hun achtste album Me Huele A Matrimonio uit. Later nam de eveneens uit Puerto Rico afkomstige pianist Israel Tanenbaum deel aan de groep. Hij vertrok uiteindelijk om met het Orquesta Guayacán te spelen.
Tito Gomez, die de groep van 1985 tot 1993 leidde, overleed op 14 juni 2007. 
Op 8 augustus 2012 overleed Jairo Varela door een hartinfarct. Hij werd 62 jaar. Zijn dochter Yanila Varela volgde hem op als manager van de groep en ook zijn andere kinderen namen rollen in het familiebedrijf.
In 2021 won de groep een Grammy Award in de categorie Best Tropical Latin Album voor het album 40. In 1991 trad Grupo Niche op in Brussel, in 1996, 2015 en 2018 op de Antilliaanse Feesten, op 2 augustus 2019 op het Kwakoe Zomerfestival en op 26 april 2023 gaf de groep een uitverkochte show in Q-factory in Amsterdam.

## Discografie
- Al Pasito (1980)
- Querer Es Poder (1981)
- Preparate... (1982)
- Directo Desde New York! (1983)
- No Hay Quinto Malo (1984)
- Triunfo (1985)
- Historia Musical (1986)
- Me Huele A Matrimonio (1987)
- Tapando el Hueco (1988)
- Sutil y Contundente (1989)
- Cielo de Tambores (1990)
- Llegando al 100% (1991)
- Un Alto en el Camino (1993)
- Huellas del Pasado (1995)
- Etnia (1996)
- A Prueba de Fuego (1997)
- Señales de Humo (1998)
- A Golpe de Folklore (1999)
- Propuesta (2000)
- La danza de la chancaca (2001)
- Control absoluto (2002)
- Imaginación (2004)
- Alive (2005)
- Robando sueños (2009)
- Tocando el cielo con las manos (2013)